# 20779 Xiajunchao
20779 Xiajunchao este un asteroid din centura principală de asteroizi.

## Descriere
20779 Xiajunchao este un asteroid din centura principală de asteroizi. A fost descoperit pe 1 septembrie 2000 la Socorro, New Mexico, în cadrul proiectului LINEAR. Asteroidul prezintă o orbită caracterizată de o semiaxă mare de 2,37 ua, o excentricitate de 0,04 și o înclinație de 7,3° în raport cu ecliptica.